# Серебряногорлая танагра
Серебряногорлая танагра (лат. Tangara icterocephala) — центрально- и южноамериканский вид птиц из семейства танагровых.

## Распространение
В виде выделяют три подвида, ареал которых между собой отличается, но все они распространены в странах Центральной и Южной Америки, где населяют субтропические и тропические низменные, горные и сильно деградированные леса, на высоте от 600 до 1800 метров над уровне моря, иногда до 2250 метров над у. м.. Номинативный подвид — T. i. icterocephala, встречается в лесах на склонах, со стороны Тихого океана, восточного Перу в провинции Дариен и Анд в Колумбии (в департаменте Антьокия) и западном Эквадоре (от южной границы до провинций Эль-Оро и западного Лоха, включительно), возможно, и на северо-востоке Перу на востоке региона Тумбес. Подвид — T. i. frantzii — на северо-востоке Коста-Рики южнее до склонов гор провинции Верагуас в западной Панаме. T. i. oresbia — в горах провинции Кокле и западной Панамы.

## Описание
Длина тела 13—13,5 см, масса 18—25 грамм. Оперение в основном золотисто-жёлтое, с чёрными жёлто-окаймлёнными пёрышками на спине. Перья крыльев и хвоста чёрные с зелёным окаймлением. Оперение горла серовато-серебрено-белые, с боку у скул отграниченное длинной узкой полосой чёрных перьев. Самки от самцов отличаются более тусклой окраской, часто имея на голове чёрные полоски. Незрелые особи имеют ещё более тусклое оперение.

### Схожие виды
Взрослых самцов определить не сложно. Самки и незрелые особи имеют сходство в самками Chrysothlypis chrysomelas, но отличаются от них полосатым оперением спинной стороны и всегда неясно белыми перьями горла.

### Голос
Голосовые сигналы состоят из высоких, громких «дзиит» и «дзрт».

## Экология
Активные и пытливые птицы. Перемещаются в кронах деревьев в гуще листвы и перепрыгивая с ветви на ветвь, в поисках еды — плодов различных растений, в том числе Miconia, фикус, Souroubea, Cecropia, а также, гусениц и пауков и насекомых. Птицы могут присоединяться к другим видам на плодовых деревьях, иногда встречаются и в стаях с из различных видов небольших птиц.